# Visconde de Bertiandos
Visconde de Bertiandos é um título nobiliárquico criado por D. Maria II de Portugal, por Decreto de 22 de Março e Carta de 13 de Novembro de 1840, em favor de Gonçalo Pereira da Silva de Sousa e Meneses, depois 1.º Conde de Bertiandos.
Titulares
1. Gonçalo Pereira da Silva de Sousa e Meneses, 1.º Visconde e 1.º Conde de Bertiandos.